# Skålsjötjärnen (Färila socken, Hälsingland)
Skålsjötjärnen är en sjö i Ljusdals kommun i Hälsingland och ingår i Ljusnans huvudavrinningsområde. Sjön har en area på 0,0702 kvadratkilometer och ligger 209,1 meter över havet.

## Delavrinningsområde
Skålsjötjärnen ingår i det delavrinningsområde (685168-149152) som SMHI kallar för Inloppet i Finnsjön. Medelhöjden är 219 meter över havet och ytan är 1,23 kvadratkilometer. Räknas de 2 avrinningsområdena uppströms in blir den ackumulerade arean 14,79 kvadratkilometer. Vattendraget som avvattnar avrinningsområdet har biflödesordning 4, vilket innebär att vattnet flödar genom totalt 4 vattendrag innan det når havet efter 151 kilometer. Avrinningsområdet består mestadels av skog (86 procent). Avrinningsområdet har 0,07 kvadratkilometer vattenytor vilket ger det en sjöprocent på 5,8 procent.